# Melchior d'Hondecoeter

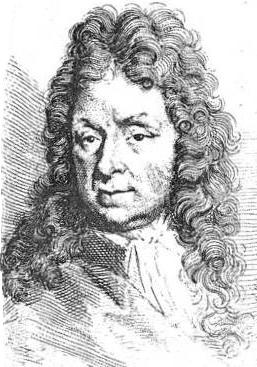
Retrato en grabado, por Arnold Houbraken.

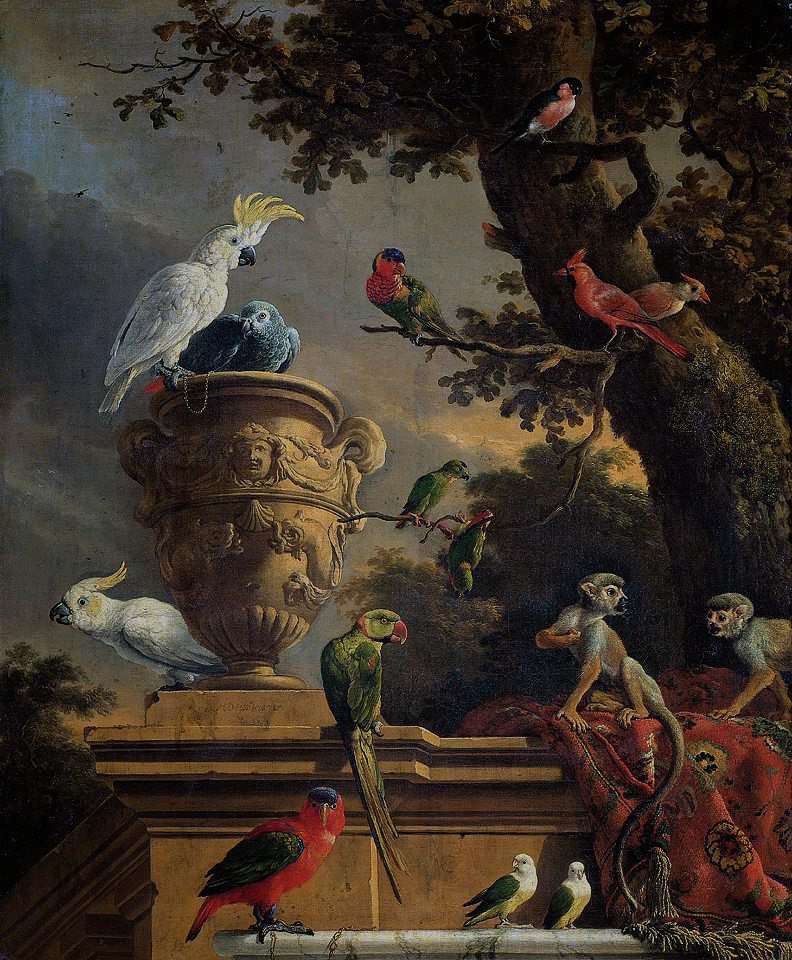
La Ménagerie. (Rijksmuseum, Ámsterdam).

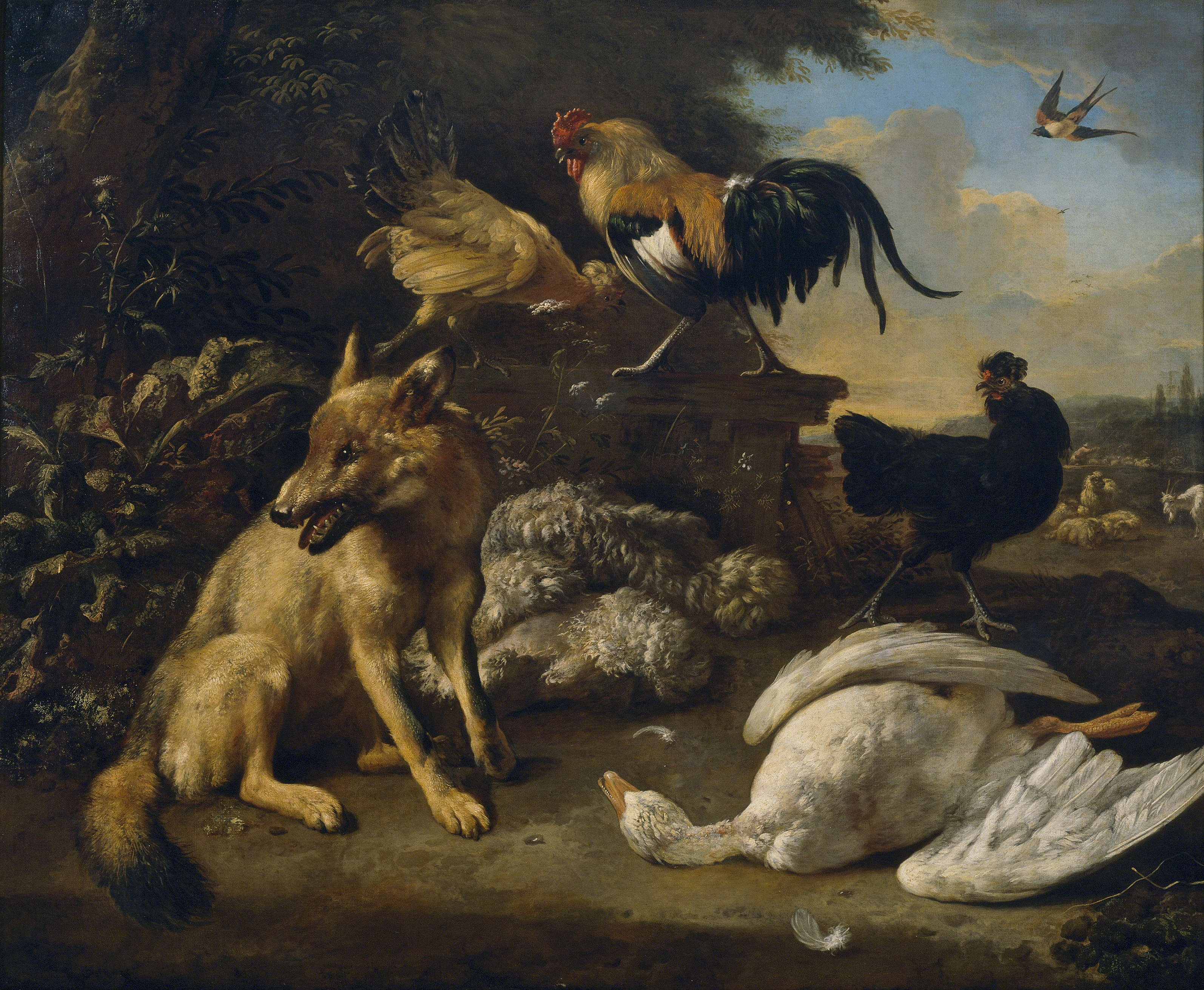
Bodegón con animales. Museo del Prado, Madrid.

Melchior d'Hondecoeter (Utrecht, 1636-Ámsterdam, 3 de abril de 1695) fue un pintor neerlandés, destacado en el género animalístico y especialista en pájaros exóticos (se le dio el sombrenombre de el Rafael de los pájaros).
Es el más célebre de una familia de artistas procedente de Amberes, que se desplazó a Holanda a causa de su religión protestante. Su padre fue Gijsbert d'Hondecoeter y su abuelo, Gillis d'Hondecoeter.
Tras estudiar con su padre (fallecido en 1653), tuvo como maestro a Jan Baptist Weenix (que estaba casado con la hermana del fallecido).
Trabajó en La Haya, donde se hizo miembro del Sint-Lucasgilde ("Gremio de San Lucas", 1659), y se trasladó a Ámsterdam (1664). Recibió el encargo de decorar el palacio de Adolphe Visscher en Driemond con más de cincuenta cuadros de aves. También trabajó para Guillermo III, en la ménagerie del palacio de Het Loo, y en los palacios de Bensberg y Oranienstein. En la última época de su vida, superado por sus competidores (Jan Weenix o Jan van Oolen) se vio reducido casi a la pobreza, debiendo pasar a vivir sus últimos años en casa de su hija, donde murió. Fue enterrado en la iglesia de Westerkerk, cerca de la tumba de Rembrandt.

## Obras
- Pavos reales y patos (ca. 1680), óleo sobre lienzo, 211 x 177 cm, The Wallace Collection, Londres
- Aves de corral, óleo sobre lienzo, 182 x 105 cm, Musée Condé, Chantilly
- Retrato de tres niños en un paisaje con caza en el primer plano, 1300 x 400 cm, 1670 c., Alte Pinakothek, Múnich[6]
- El concierto de los pájaros, óleo sobre lienzo, 84 x 99, 1670 c.[7]
- Naturaleza muerta con pájaros, óleo sobre lienzo, 74,5 × 63,5 cm, Museo Nazionale, Danzica, 1670 c.[8]
- Carniere con gazza su un ceppo, conocido por La gazza in contemplazione, óleo sobre lienzo, 215 × 134 cm, 1768 c., Rijksmuseum, Ámsterdam[9]
- Un pelícano y otras aves junto a una fuente, conocido por La pluma fluctuante, óleo sobre tela, 144 x 159 cm, 1680]]c., Rijksmuseum, Ámsterdam[10]
- Bodegón con animales, 1680-1690, Museo del Prado, Madrid[11]
- Pájaros en un parque, óleo sobre lienzo, 135 x 155 cm, 1686, Museo del Hermitage, San Petersburgo[12]
- Pájaros en un parque (distinto del anterior), óleo sobre tela, 135 x 155 cm, 1686, Museo del Hermitage[13]
- Pollaio, 1686, Niedersächsisches Landesmuseum, Hannover[14]
- El serrallo, óleo sobre lienzo, 135 × 116,5 cm, 1690 c., Rijksmuseum, Ámsterdam[15]
- Galli e anatre, óleo sobre lienzo, 115 × 136 cm, Mauritshuis, La Haya, 1651-1695[16]
- El gallo muerto, óleo sobre lienzo, 111,5 × 83 cm, 1655-1695, Musée Royaux des Beaux-Arts de Belgique, nr 2737, Bruselas[17]
- Veduta di una terrazza, óleo sobre tabla, Belton House, Lincolnshire[18]
- Volatili sotto un albero con paesaggio sullo sfondo, óleo sobre lienzo, 91 x 79 cm[19]
- Cisnes y pavos, óleo sobre lienzo, 145 × 215,5 cm, Museu Nacional de Belas Artes, Río de Janeiro[20]
- Pavos, óleo sobre lienzo, 97 x 130 cm, en el Museo Municipal de Vigo "Quiñones de León"